# Nákladiště

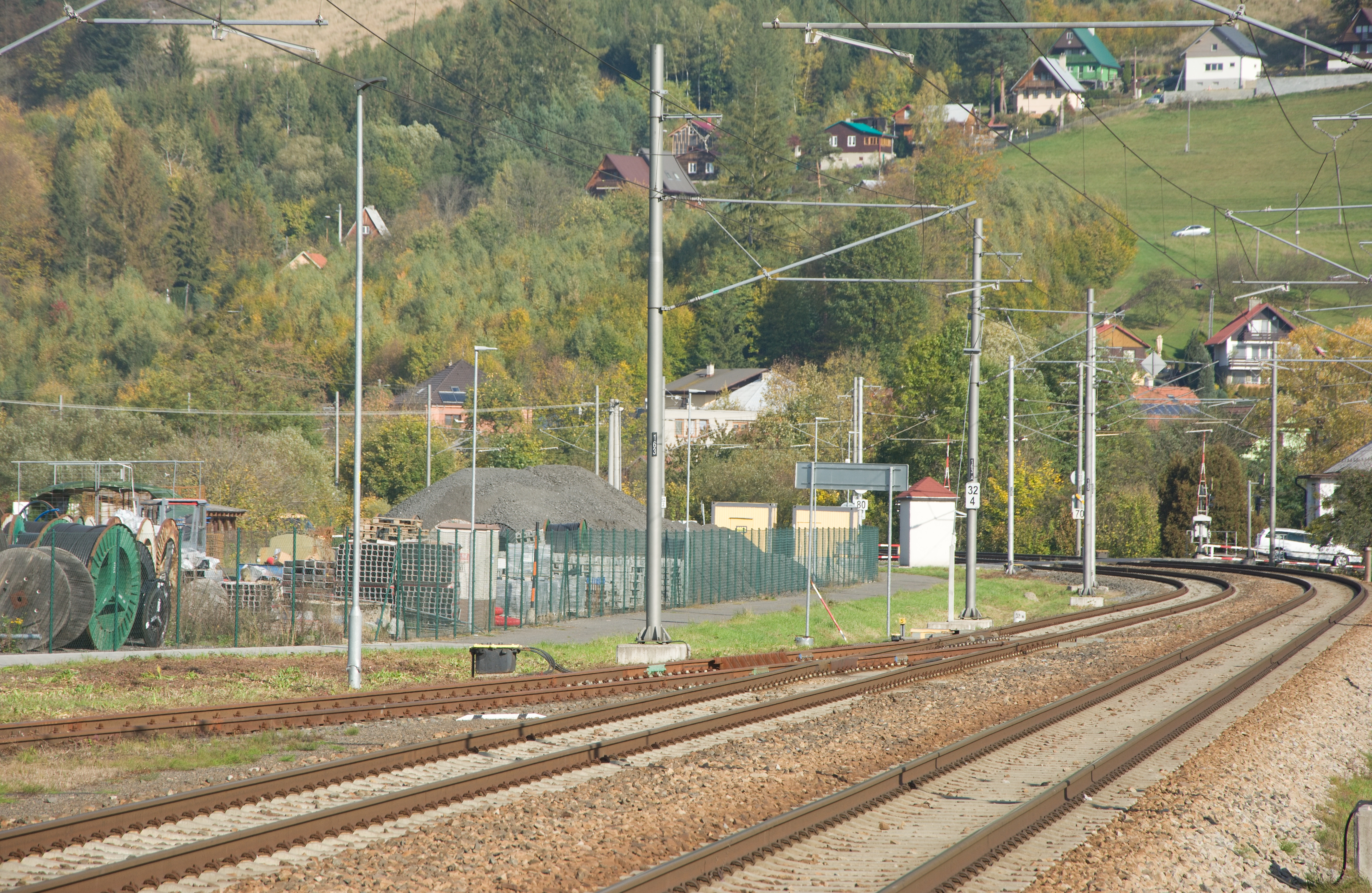
Odbočná výhybka z traťové koleje v nákladišti Bystřička

Nákladiště je v železniční terminologii místo na trati, kde je vybudována odbočná kolej z traťové koleje sloužící pro nakládku nebo vykládku nákladních železničních vozů. Nákladiště může být současně i zastávkou pro cestující, v žádném případě však není dopravnou.

## Způsob obsluhy
Nákladiště je obsluhováno nákladními vlaky nebo posunem mezi dopravnami a to buď s uvolněním traťové koleje nebo bez uvolnění traťové koleje. V případě, že se nákladiště obsluhuje s uvolněním traťové koleje, mohou po provedení předepsaných úkonů po traťové koleji jezdit jiné vlaky během pobytu obsluhující soupravy v nákladišti. Nákladiště, která umožňují pohyb jiných vlaků po traťové koleji během obsluhy nákladiště, jsou zpravidla kryta krycími návěstidly.